# Prometeusz (księżyc)
Prometeusz (Saturn XVI) – jeden z wewnętrznych księżyców Saturna, odkryty w 1980 na podstawie zdjęć przesłanych przez sondę Voyager 1. Nazwa pochodzi od Prometeusza, postaci z mitologii greckiej.

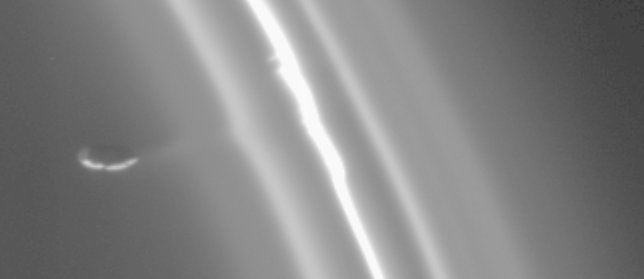
Prometeusz przyciągający materię z pierścienia F

Prometeusz od wewnętrznej strony pierścienia F, wraz z Epimeteuszem i Janusem po zewnętrznej stronie, są księżycami pasterskimi tego pierścienia. Sonda Cassini zaobserwowała skomplikowane oddziaływanie między pierścieniem a Prometeuszem, którego grawitacja tworzy zagęszczenia, zafalowania, a czasem wręcz skręca pierścień F, a także przyciąga część materiału z niego.
Gęstość Prometeusza jest bardzo niska, jest to prawdopodobnie porowate, lodowe ciało.